# 百老汇1717号
百老汇1717号（1717 Broadway）是位于美国纽约市曼哈顿的一座摩天大楼，是西半球最高的宾馆。该建筑容纳了两座宾馆：希尔顿Courtyard纽约曼哈顿中央公园店和万豪Residence Inn纽约曼哈顿/中央公园店，共有639间客房。